# Catull
Catull es un estilo antiguo de tipografía serif diseñado por Gustav Jaeger para la Berthold foundry en 1982. Desde agosto de 1999 hasta el 1° de septiembre de 2015, Google usó esta tipografía para su logotipo.